# Rochnia (gromada)
Rochnia (od 31 XII 1959 Liberadz) – dawna gromada, czyli najmniejsza jednostka podziału terytorialnego Polskiej Rzeczypospolitej Ludowej w latach 1954–1972.
Gromady, z gromadzkimi radami narodowymi (GRN) jako organami władzy najniższego stopnia na wsi, funkcjonowały od reformy reorganizującej administrację wiejską przeprowadzonej jesienią 1954 do momentu ich zniesienia z dniem 1 stycznia 1973, tym samym wypierając organizację gminną w latach 1954–1972.
Gromadę Rochnia z siedzibą GRN w Rochni utworzono – jako jedną z 8759 gromad na obszarze Polski – w powiecie mławskim w woj. warszawskim, na mocy uchwały nr VI/10/8/54 WRN w Warszawie z dnia 5 października 1954. W skład jednostki weszły obszary dotychczasowych gromad Liberadz, Miączyn Duży, Miączyn Mały, Ostrów, Proszkowo, Rochnia i Wola Proszkowska ze zniesionej gminy Dąbrowa w tymże powiecie. Dla gromady ustalono 14 członków gromadzkiej rady narodowej.
31 grudnia 1959 gromadę Rochnia zniesiono przenosząc siedzibę GRN z Rochni do Liberadza i zmieniając nazwę jednostki na gromada Liberadz.